# Trésor d'Erstfeld
 (mars 2020).
Le trésor d'Erstfeld date de l'époque de La Tène et se situe en Suisse. Il date d'environ 300 avant J.-C. et a été découvert en 1962 à Erstfeld, dans le canton d'Uri. C'est un exemple de l'orfèvrerie celtique. 

## Découverte

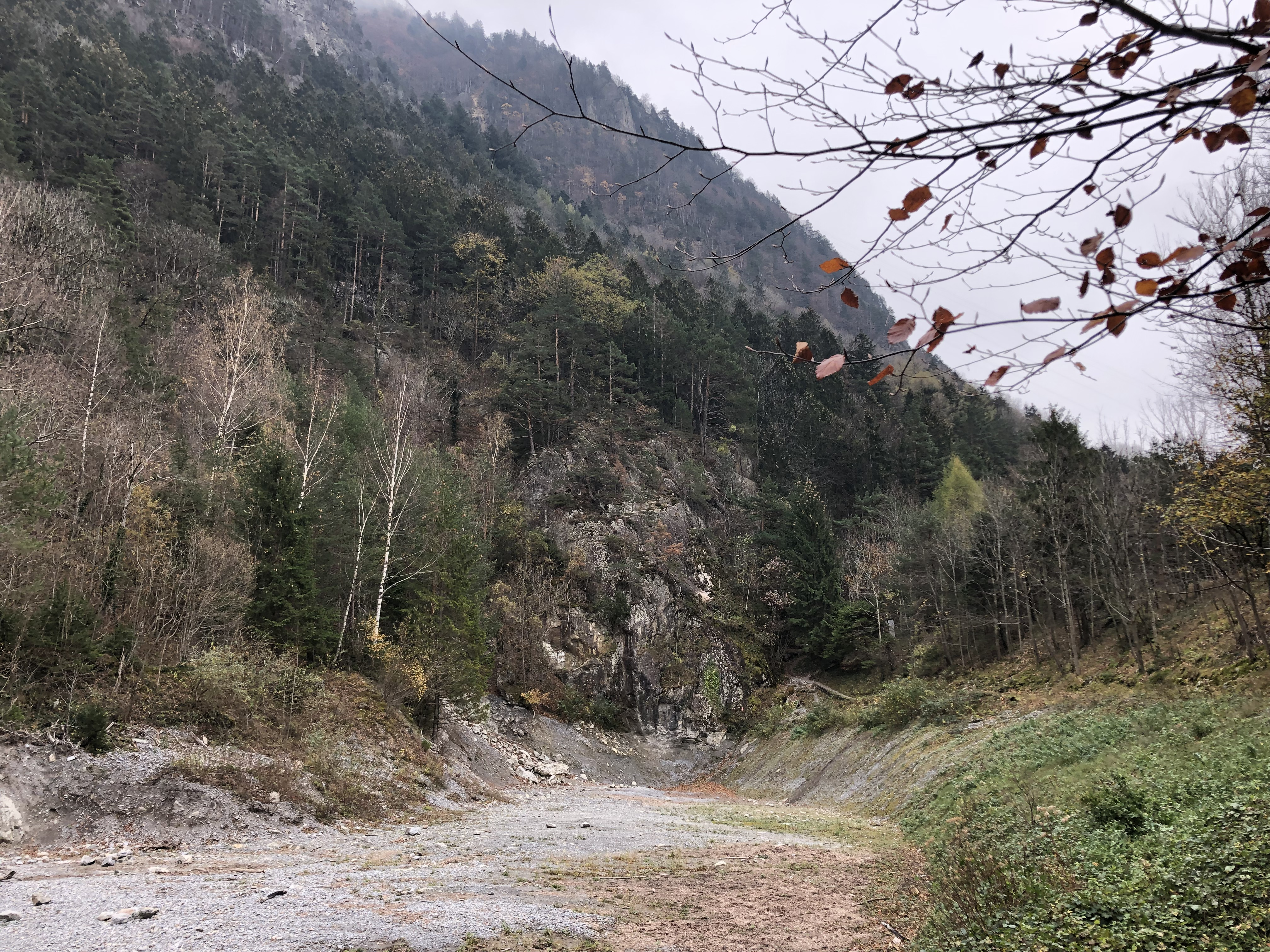
Bassin de capture ; à droite le remblai.

L'été 1962, après des glissements de terrain et des avalanches répétés, la municipalité d'Erstfeld fait construire un grand bassin semi-circulaire sur le versant est, au-dessus du village, sur le cône de débris supérieur du Locherbach, à environ 70 mètres au-dessus du fond de la vallée. Le 20 août, lors de l'enlèvement d'un bloc de pente de plusieurs mètres d'épaisseur, les ouvriers italiens Goffredo et Virgilio Ferrazza enlèvent un bloc de pierre d'environ 60 m³ à une profondeur de sept ou huit mètres, à l'extrémité sud, sous lequel se trouve un bloc cubique plus petit. Lorsque la pelle de l'excavateur soulève le bloc, les sept anneaux glissent des décombres, juste devant les pieds de Virgilio Ferrazza. Les anneaux étaient empilés «comme des assiettes de bière», le plus petit en bas et le plus grand en haut. Les deux ouvriers imaginent d'abord qu'il s'agit de bijoux fantaisie.   
Le soir, ils montrent les bagues à leurs épouses ; l'une d'entre elles en parle à son médecin qui leur conseille de montrer cette trouvaille au Musée national suisse de Zurich, où le préhistorien Emil Vogt et le conservateur René Wyss attribuent les anneaux à l'époque celtique.  
Comme les anneaux étaient placés dans un espace de la largeur d'une main entre le grand et le petit rocher, ils étaient protégés de la pression de la montagne. Ils étaient probablement enveloppés dans un sac en cuir ou en tissu dont il ne reste aucune trace.  

## Emplacement
Le site est situé à plusieurs centaines de mètres à l'est d'Erstfeld, à une altitude de 647 mètres. Il est facilement accessible par un sentier de randonnée en 20 minutes environ. Le chemin est balisé. Les informations les plus importantes sont inscrites sur des tableaux d'affichage. Depuis sa découverte en 1962, le site a été fortement modifié par des travaux de construction.  

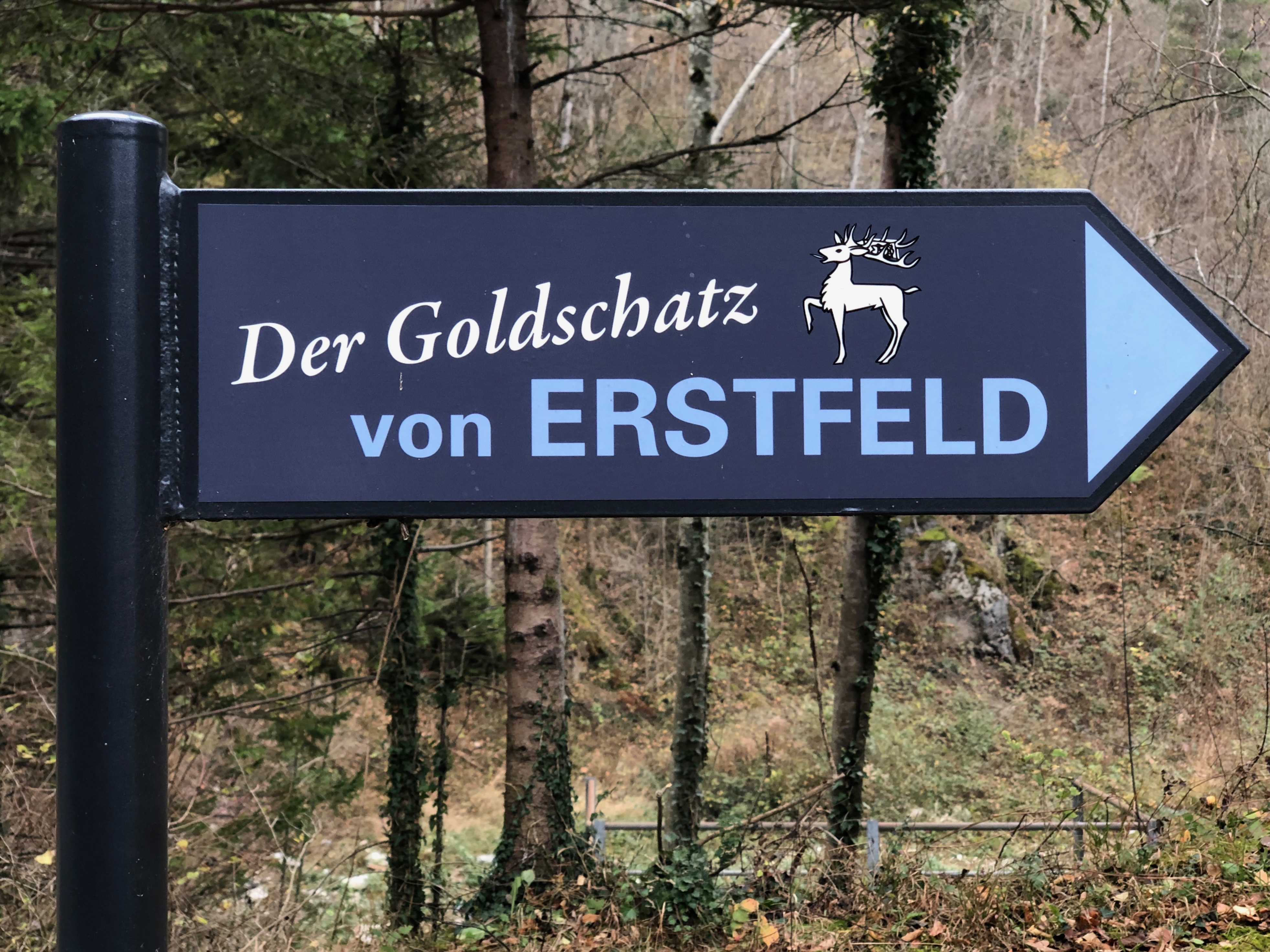
Panneau
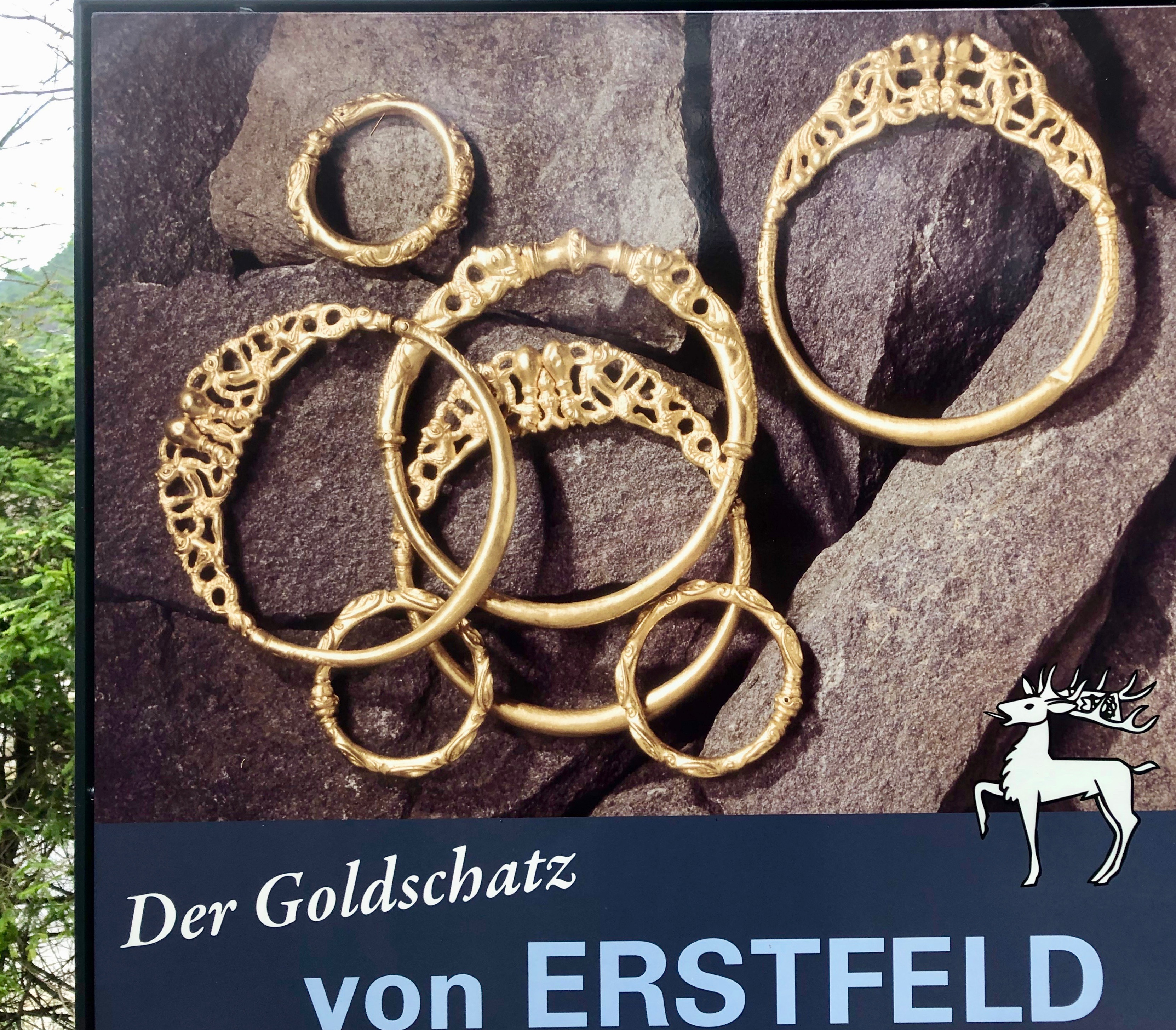
Panneau informatif ...
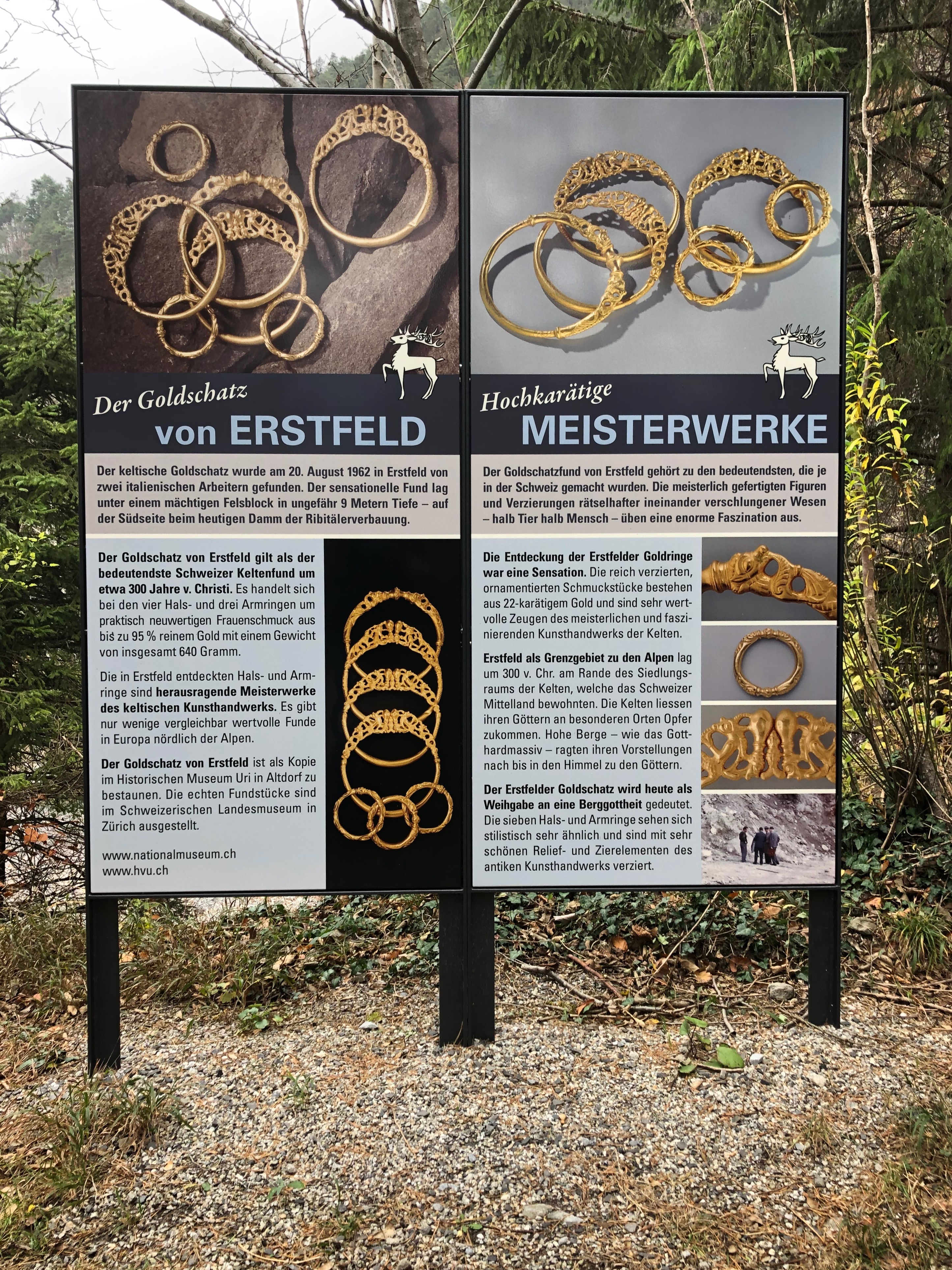
... sur place
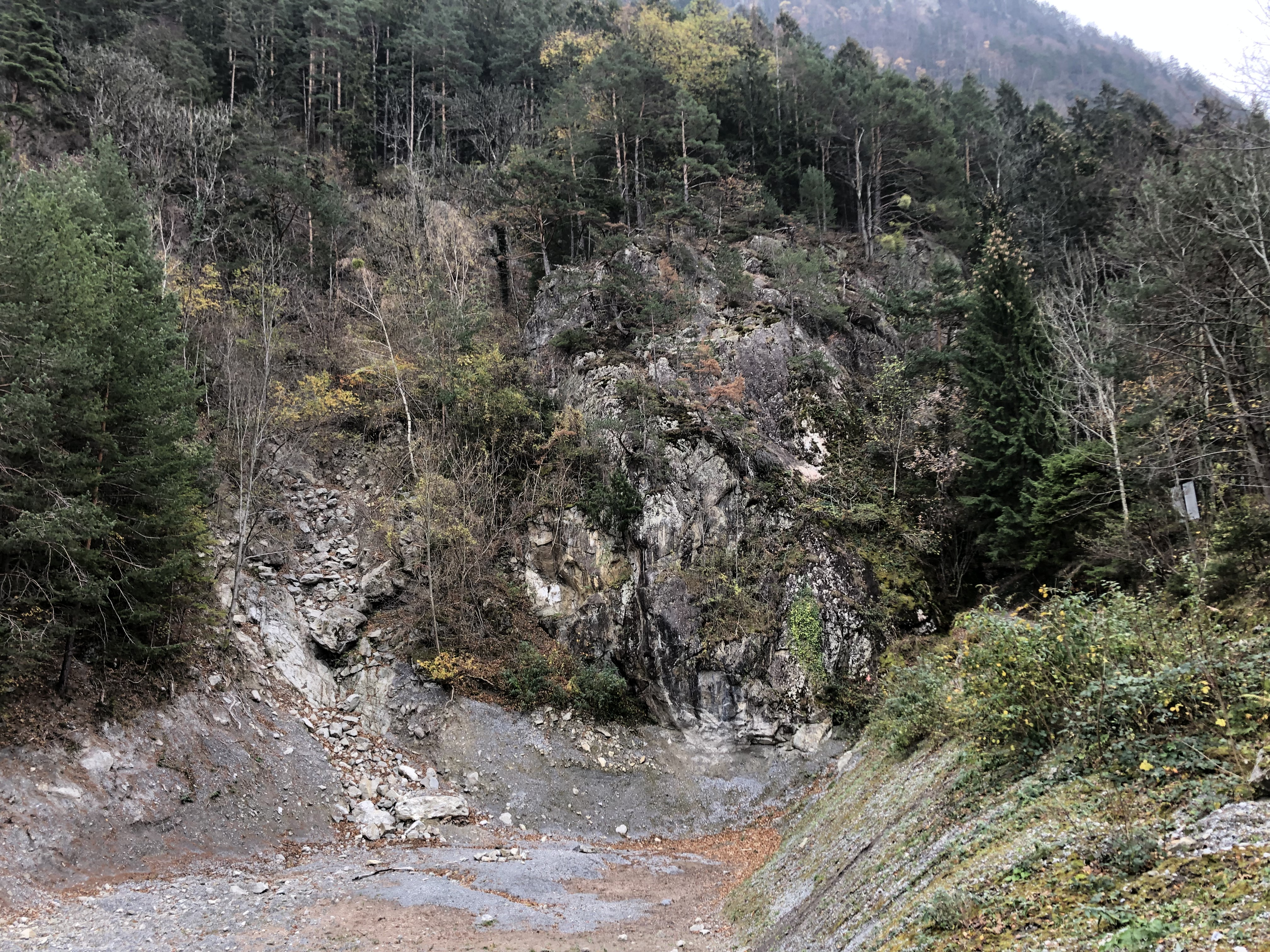
Emplacement approximatif du site sous le centre de l'image

## Description
Les bijoux se composent de sept anneaux creux. Les quatre grands anneaux de cou (Torques) et les trois petits anneaux de bras sont constitués de coquilles soudées en or ciselé et à haute teneur en carats, d'une pureté pouvant atteindre 95 %. Ils sont comme neufs et ne présentent aucun signe d'usure. Il n'y a pas de preuve concluante de l'endroit où les anneaux ont été fabriqués ; le Plateau suisse ou le sud de l'Allemagne sont des lieux possibles. 

### Anneaux de cou
Les quatre anneaux de cou pèsent environ 125 grammes chacun. Ils représentent des créatures mixtes entrelacées, mi-humaines, mi-animales, ainsi que des oiseaux, des serpents et des motifs végétaux, dont le motif Seigneur des animaux, une divinité connue dans la mythologie celtique et méditerranéenne. Comme le recto et le verso sont identiques, les motifs représentés semblent très plastiques. Deux anneaux de cou et deux anneaux de bras forment chacun une paire. 

Les anneaux de cou sont munis d'attaches. Avec trois anneaux, toute la partie centrale décorée peut être éteinte par un joint à rotule. En face de l'articulation, la partie centrale ouverte est insérée par une goupille dans la partie arrière lisse et y est maintenue par une goupille de verrouillage. Avec le quatrième anneau, un segment d'anneau autour d'un quart de cercle sert d'ouverture. Le segment décoré est maintenu en position par une petite épingle sur le front d'une créature mythique. 

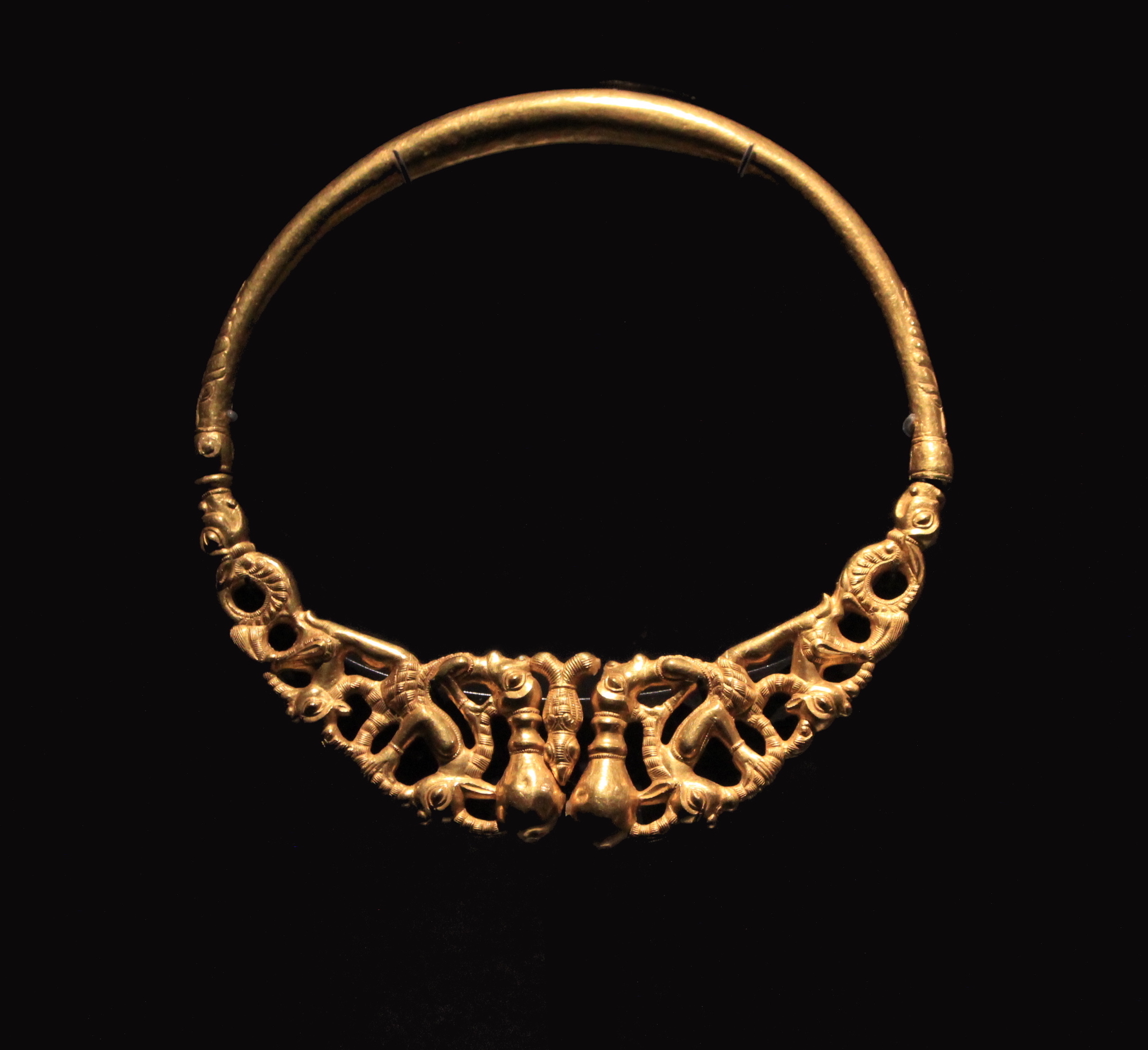
Collier
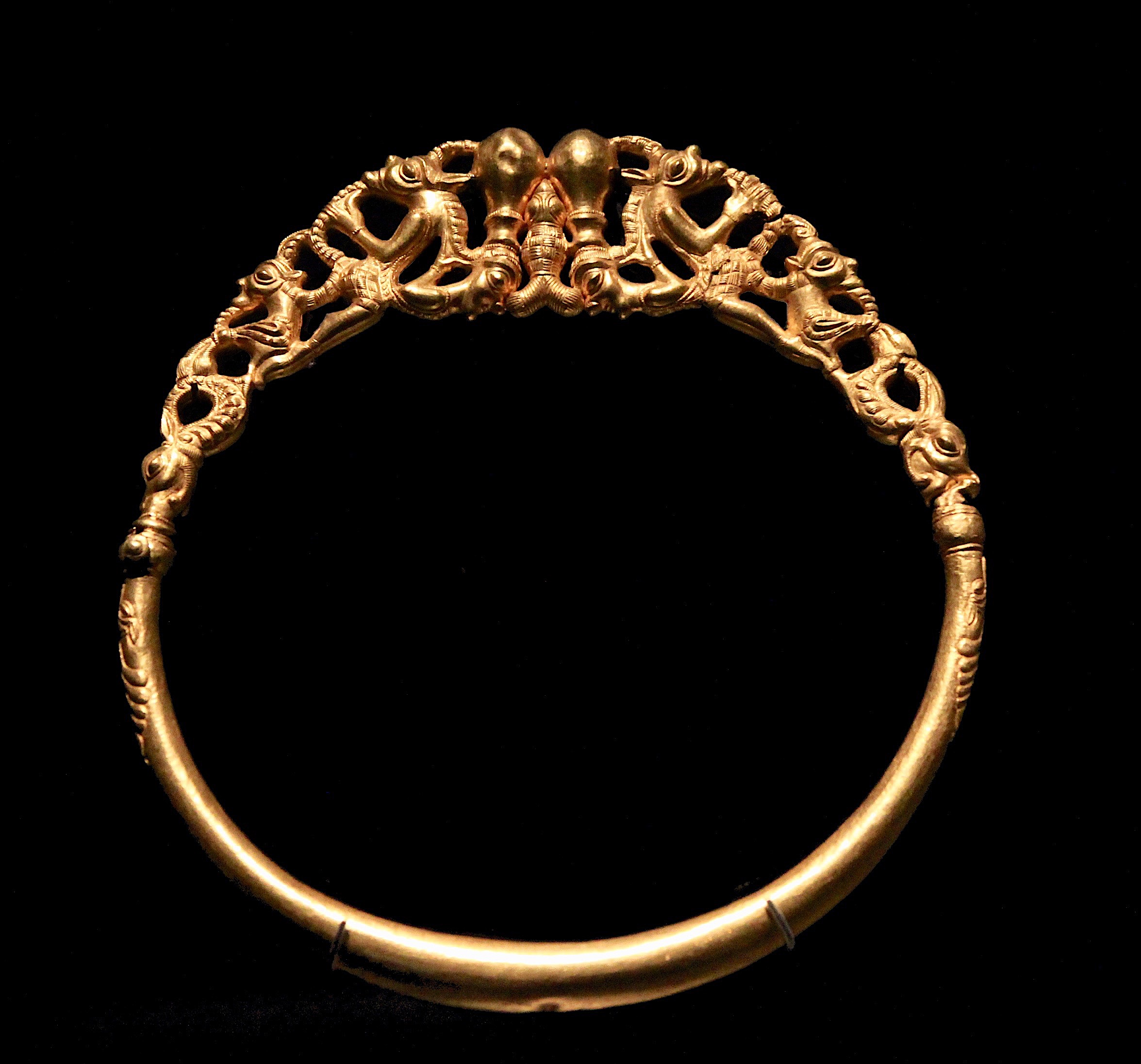
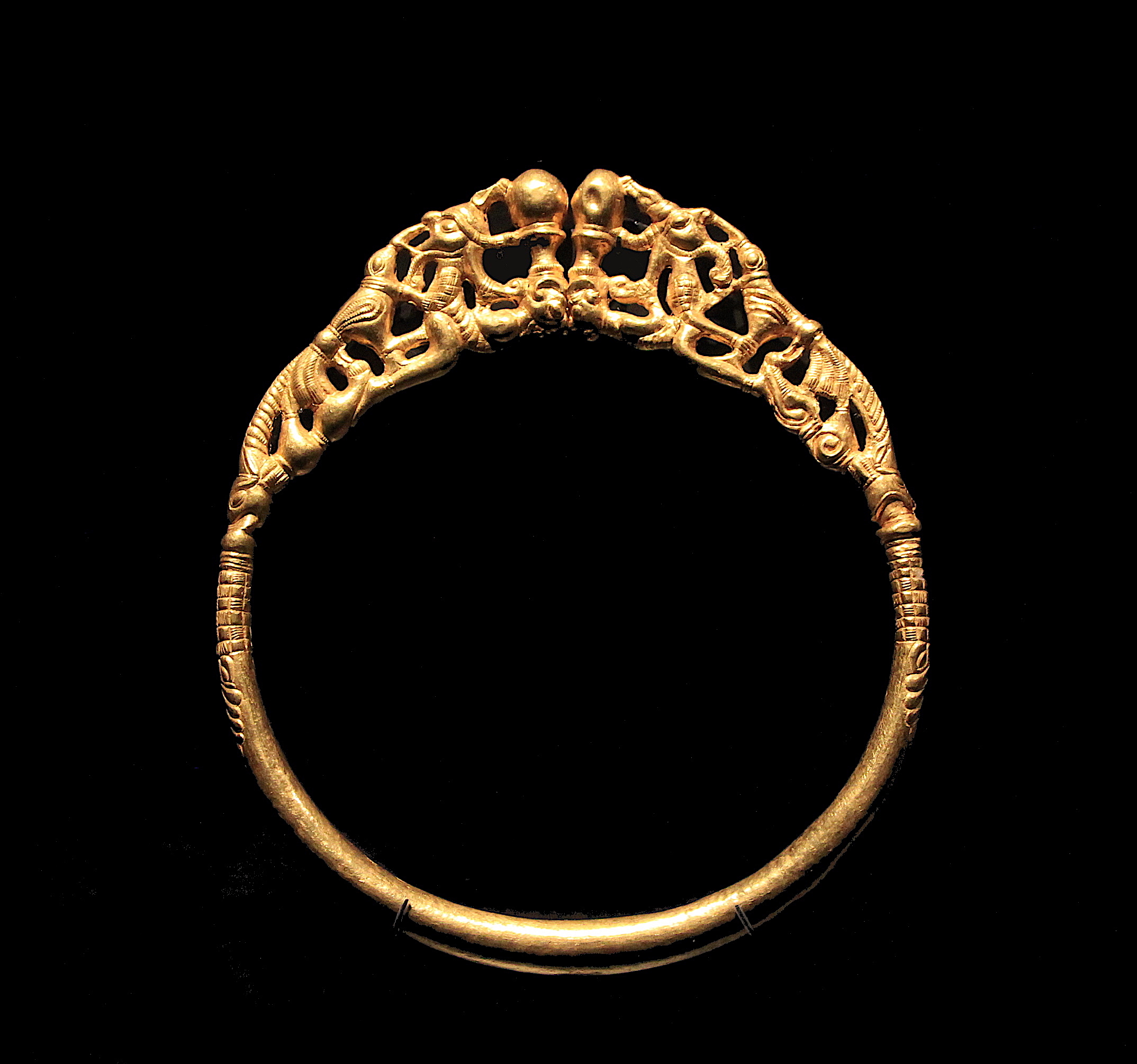
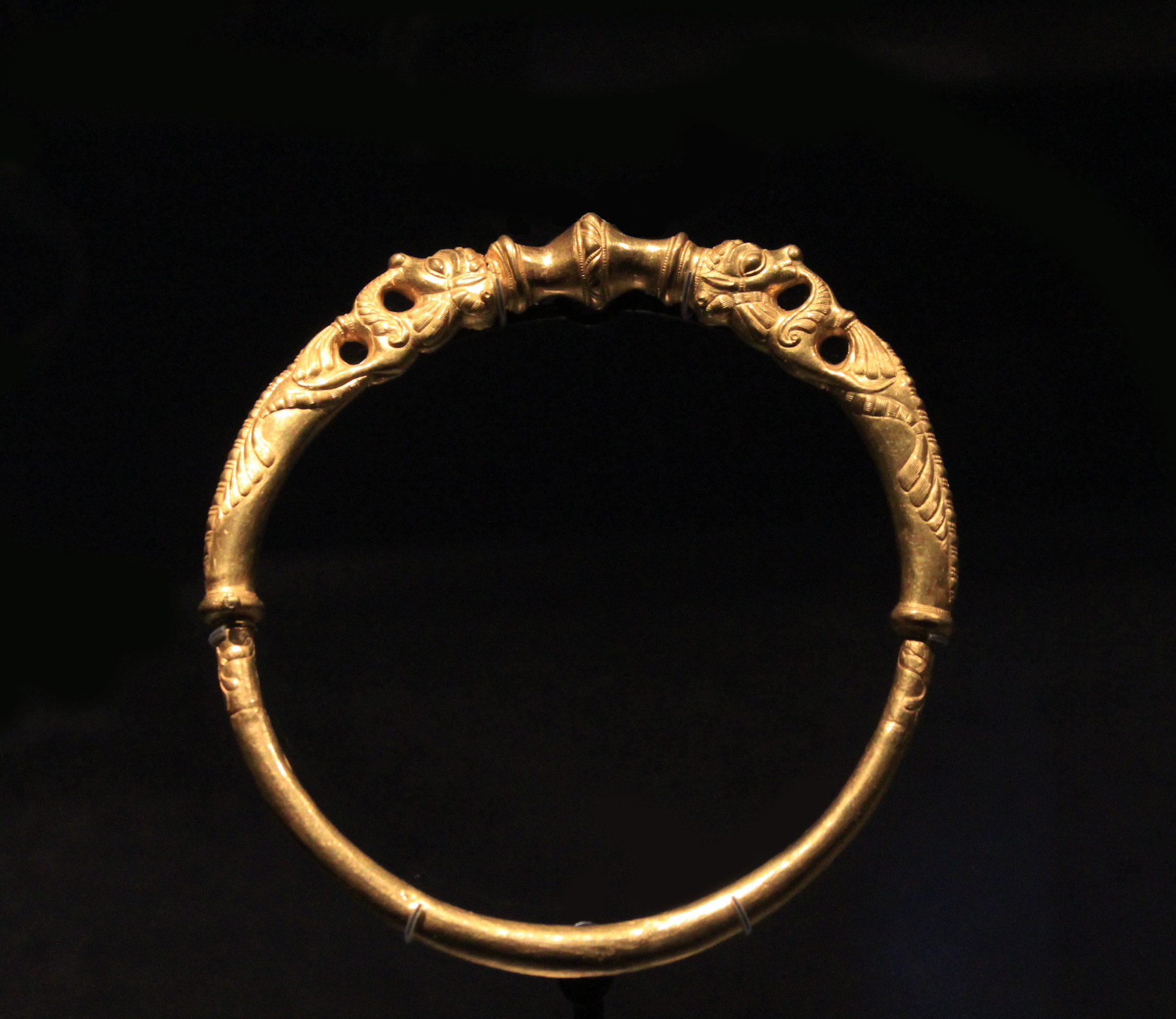

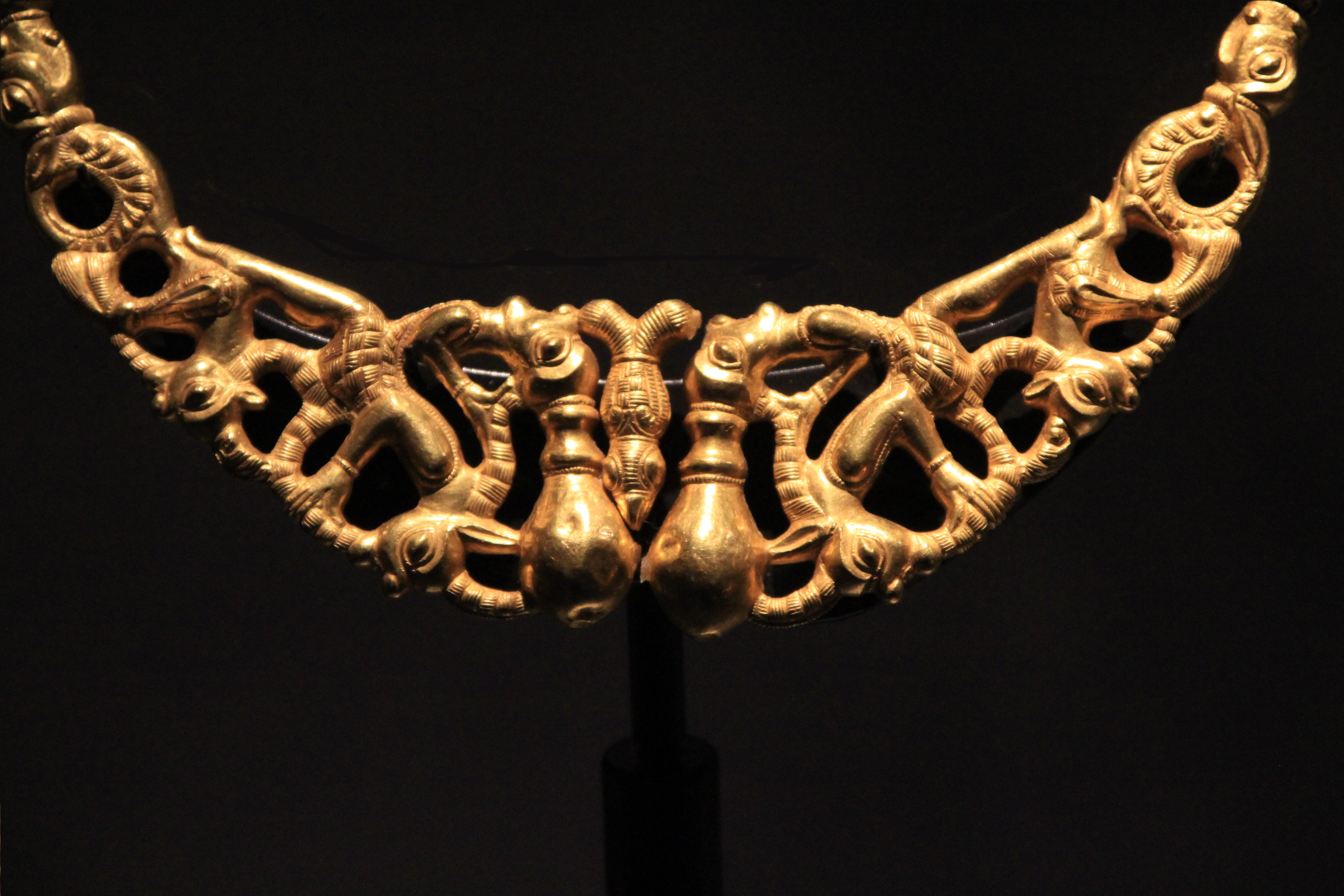
Détail
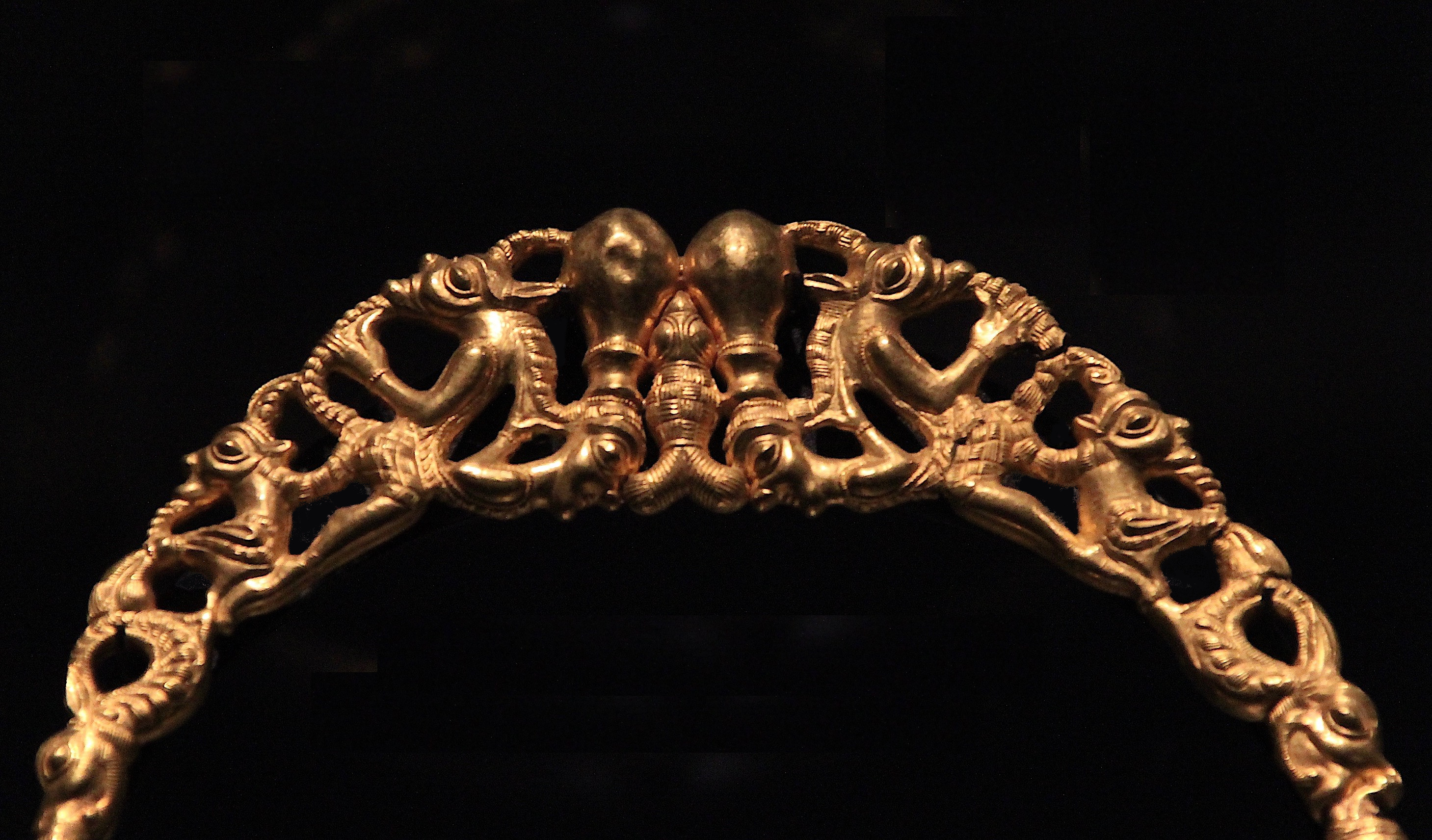
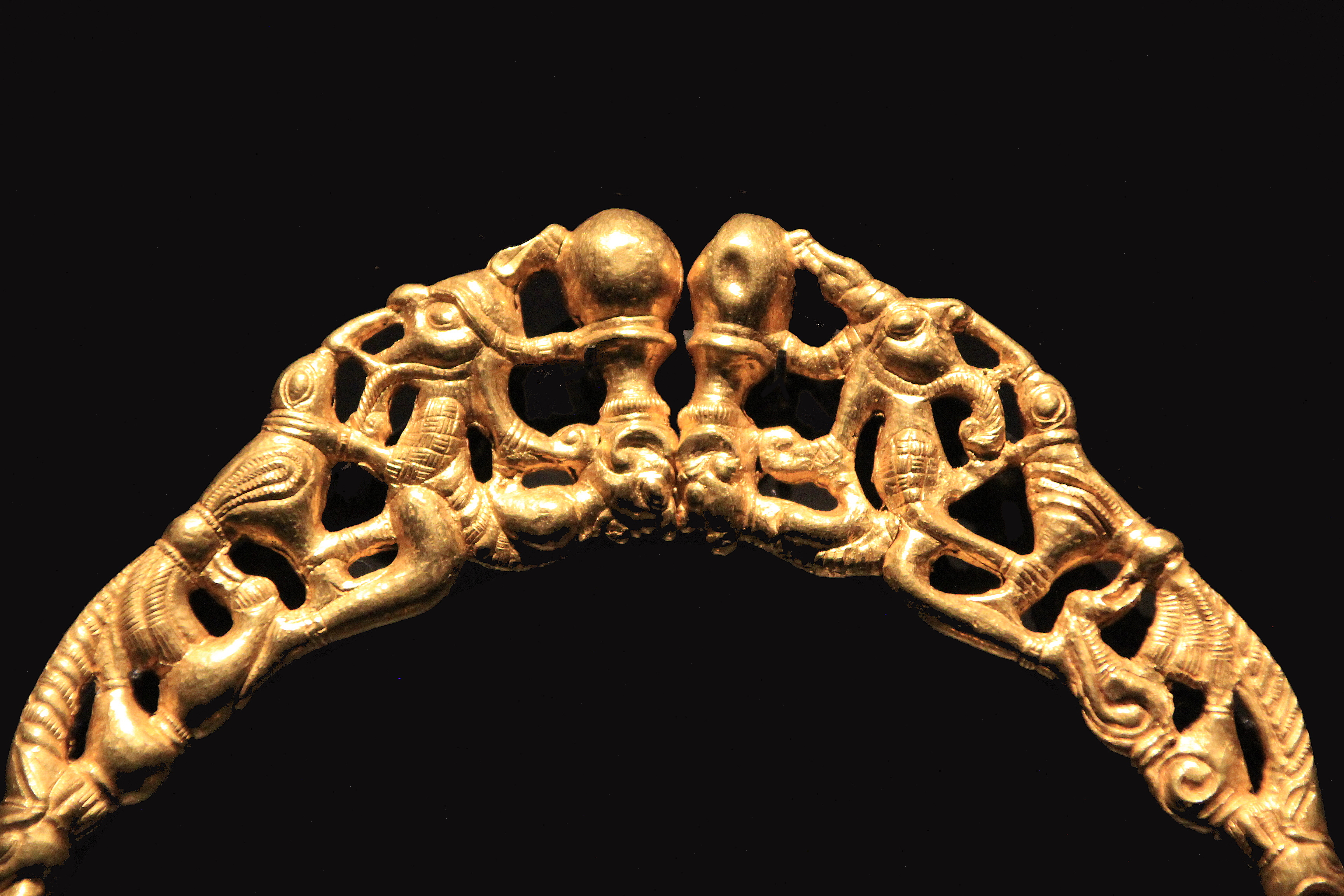
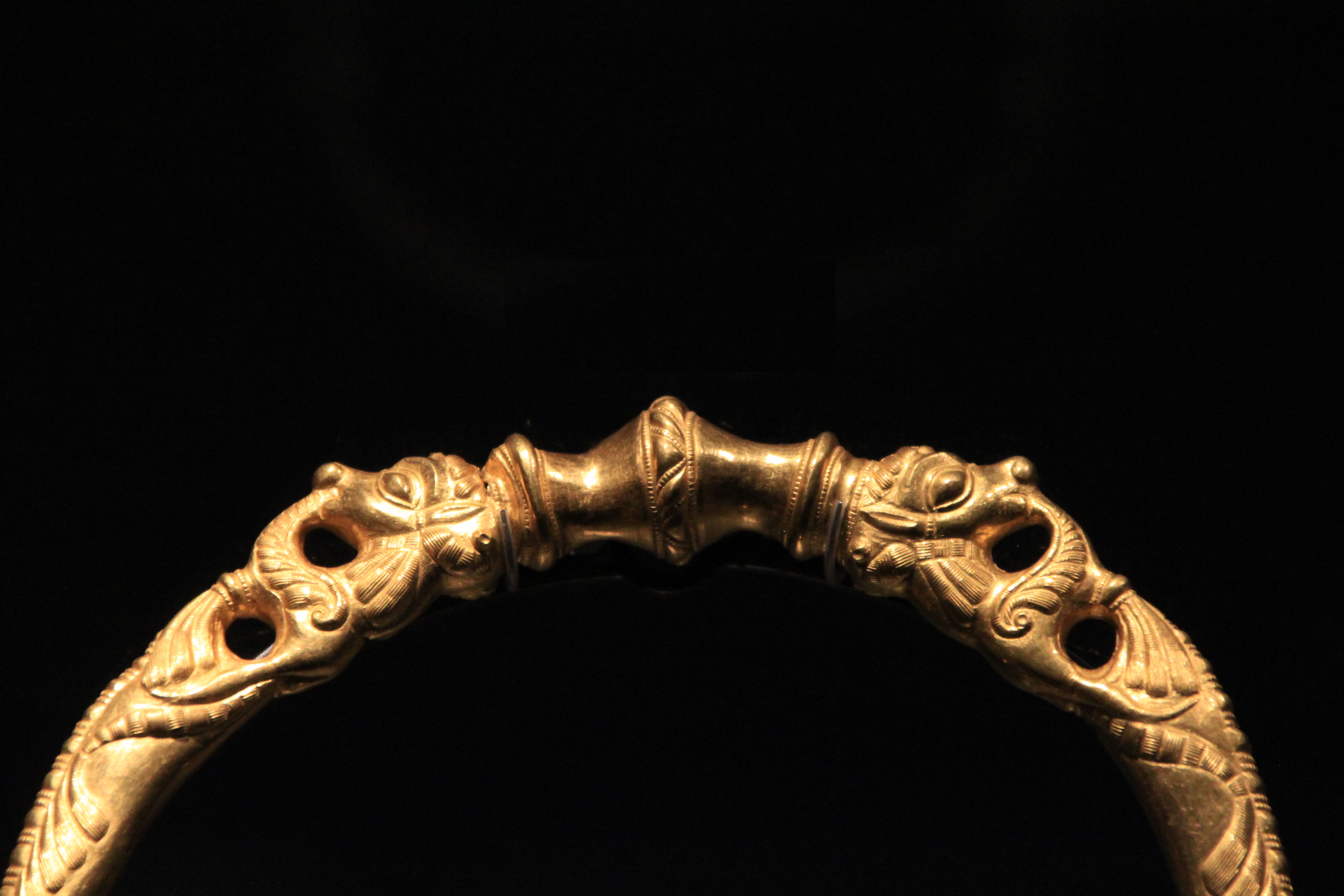

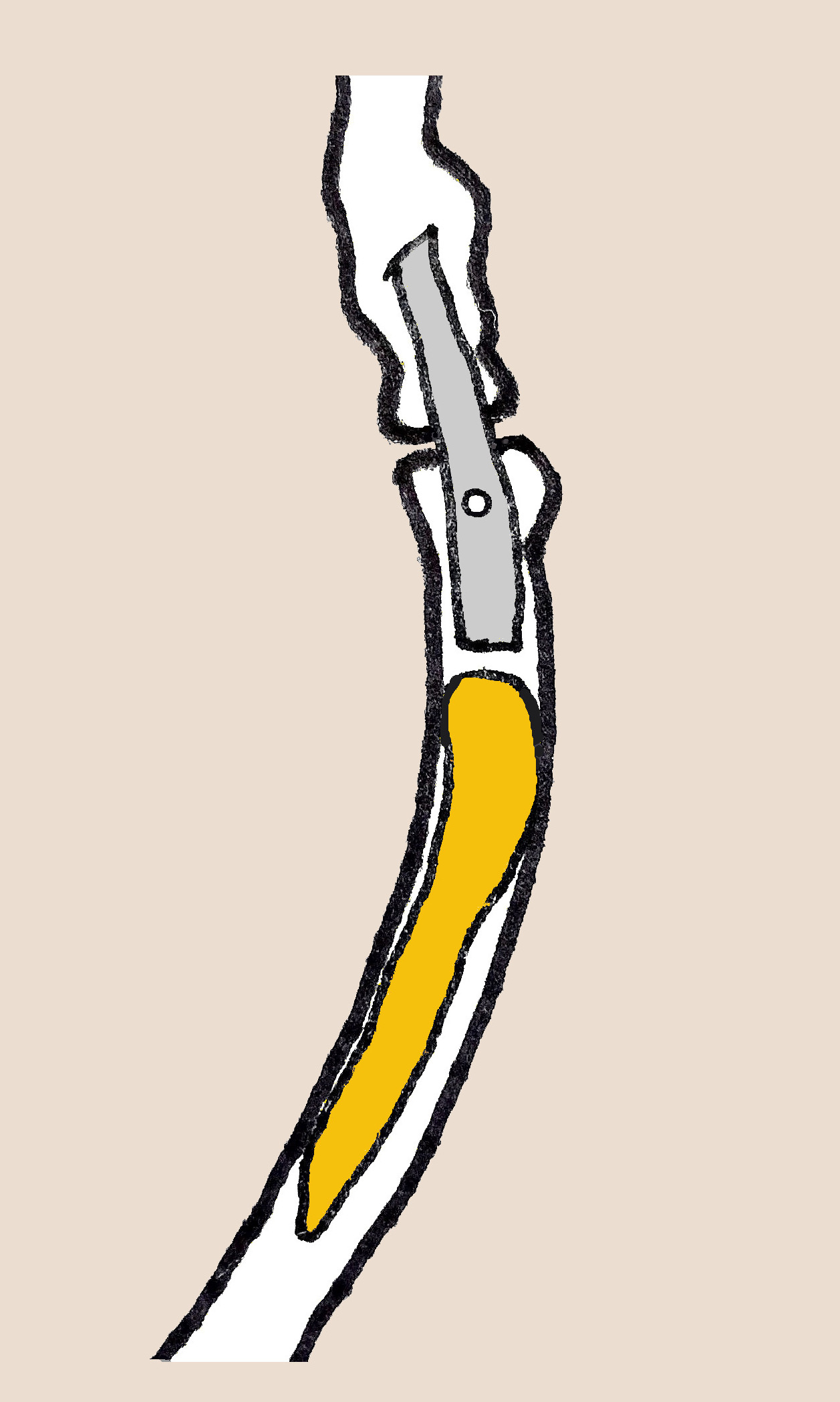
L'incrustation en feuille d'or pliée sous le joint gris clair

Lors d'examens radiologiques en 1994, de petites incrustations de feuilles d'or pliées, entre 3,3 et 4,4 cm de long, ont été trouvées à l'intérieur de trois des quatre anneaux de cou dans les parties du cou. Dans deux des anneaux, ils sont situés à la fermeture, dans le troisième, à l'opposé de la fermeture à l'articulation. On trouve également des incrustations d'or sous forme de petites pièces de tôle, de lingots ou de pièces de monnaie dans d'autres découvertes du milieu et de la fin de la période latène, comme à Civray-de-Touraine et à Snettisham. Dans le tiers supérieur, ils ont la forme de tubes, dans le bas, ils ont une section transversale en forme de V. Il est peu probable qu'ils aient servi de renforts, car ils ne touchent que l'intérieur des anneaux au sommet ; plus bas, ils " flottent " librement à l'intérieur. La composition métallurgique de ces lingots est différente de celle des anneaux ; leur teneur en or est plus faible, la teneur en argent plus élevée. 
Autrefois, ces insertions étaient appelées « or superflu ». Aujourd'hui, on suppose qu'en ajoutant du métal précieux, la valeur de la consécration aux dieux devrait être augmentée.

### Anneaux de bras
Chaque bracelet pèse un peu moins de 50 grammes. Deux des trois bracelets forment une paire, ils ne diffèrent que dans les détails. Le motif frappant ici est le chien qui court, un motif qui remonte à l'artisanat antique classique. Le troisième anneau correspond stylistiquement au quatrième collier. 

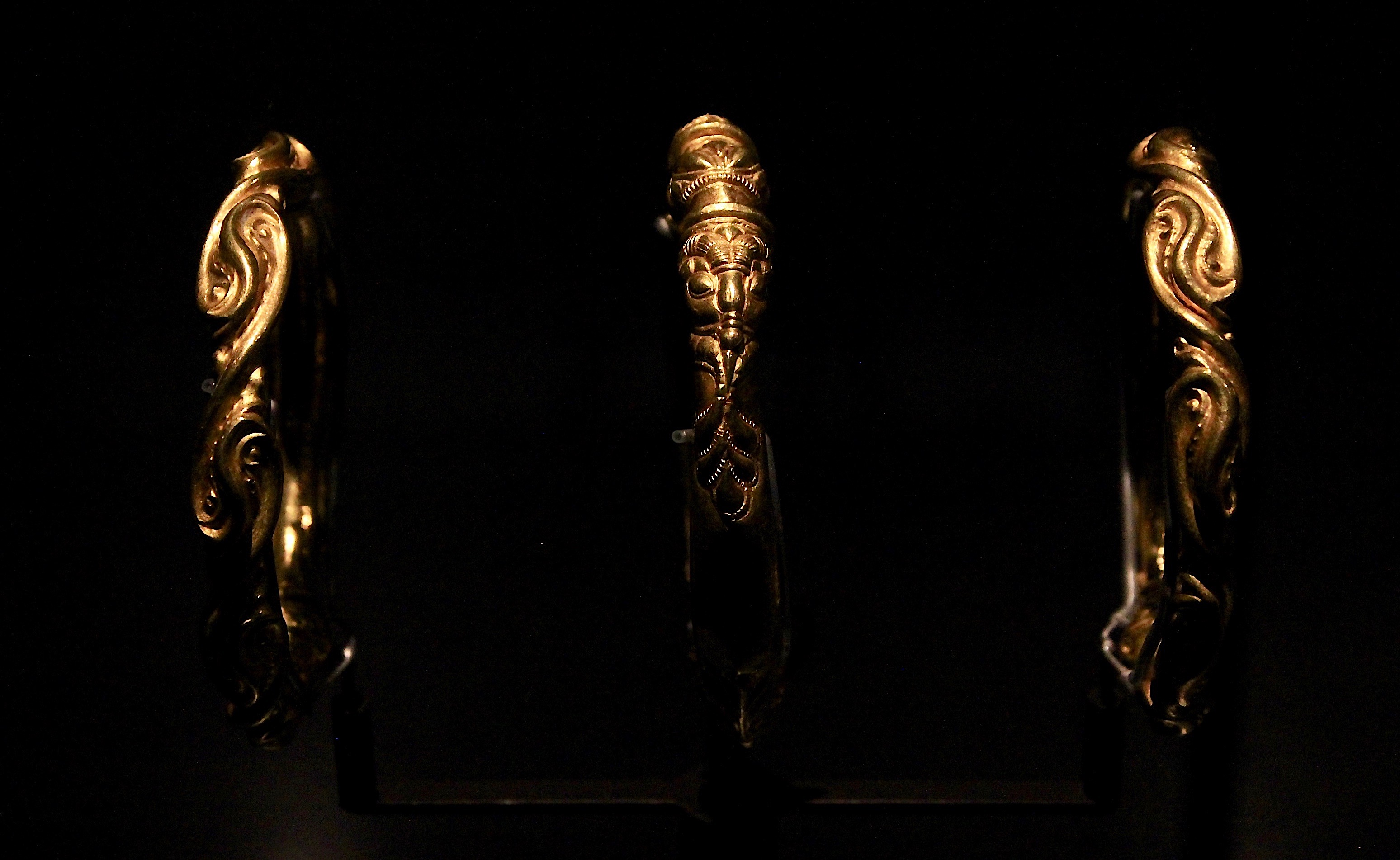
Anneau de bras ; dans les anneaux extérieurs au-dessus du motif de ...
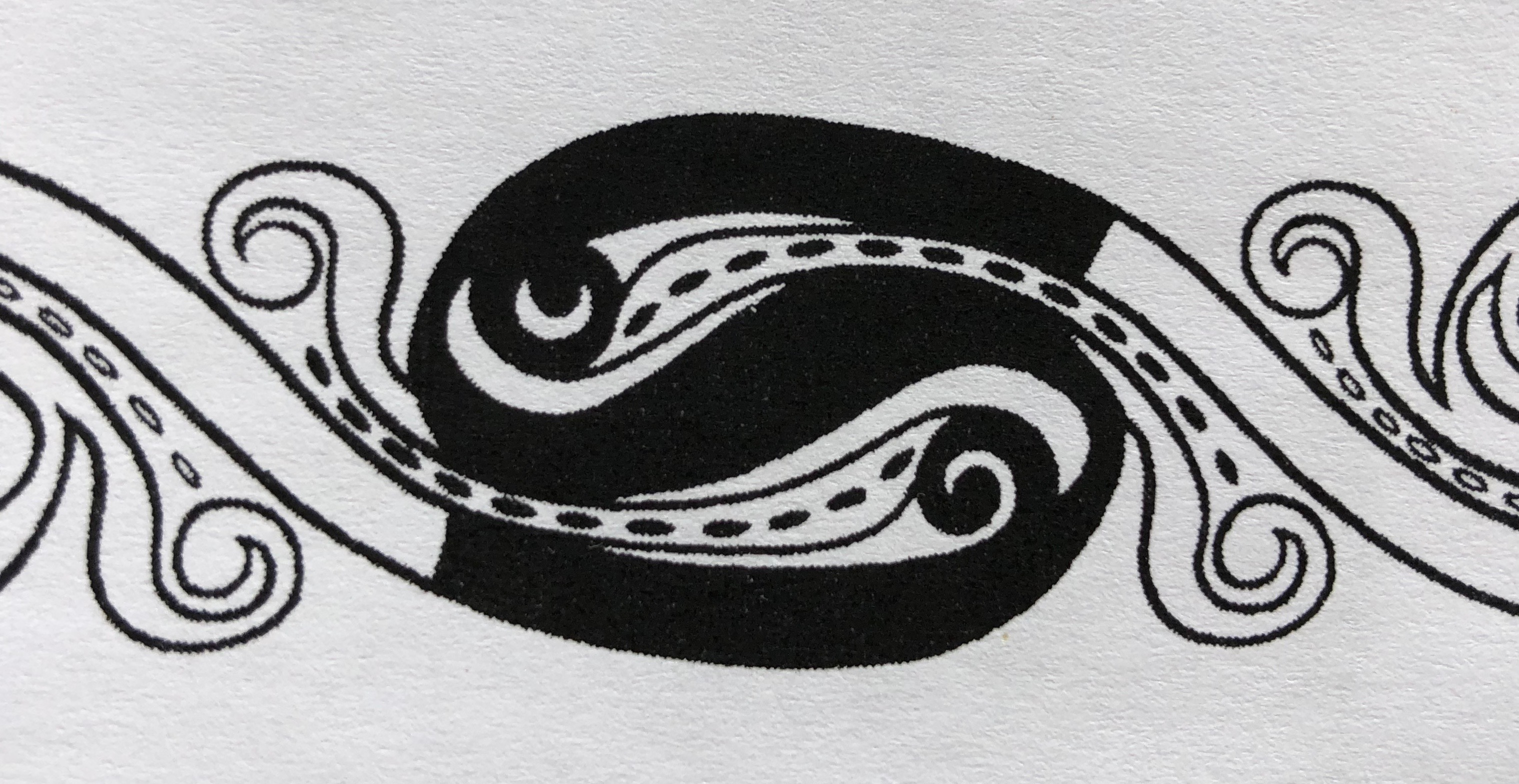
... chien qui court

## Signification
La raison pour laquelle les anneaux ont été enterrés ne peut être que spéculée. Si l'on suppose au départ qu'un commerçant a enterré les bijoux dans une situation dangereuse et qu'il ne les a pas récupérés par la suite, depuis les années 1980, on a tendance à interpréter cela comme une consécration à une divinité, combinée à une demande de traversée des Alpes en toute sécurité. En plus des armes, les couples étaient souvent utilisés comme offrandes sacrificielles pendant la période celtique. 
Vers 300 avant J.-C., Erstfeld se trouvait dans la zone frontalière entre la zone de peuplement celtique de l'époque, située sur le Plateau central, et la région alpine inhospitalière avec son monde montagneux animé par des forces surnaturelles et le massif du Gothard. Il était considéré comme la plus haute élévation des Alpes et était donc le siège des dieux. Comme la Reuss pouvait être empruntée par des bateaux du lac d'Uri à Erstfeld à cette époque, l'étroite vallée d'Erstfeld se trouvait à l'endroit où la voie d'eau se terminait et où commençait la route vers le Gothard - une raison pour y laisser de précieuses offrandes de consécration aux dieux. 
Le puissant rocher où les anneaux ont été trouvés peut y avoir contribué. Elle aurait pu jouer un rôle de repère, visible de loin et comparable à la pierre du Diable de Göschenen. 

## Exposition

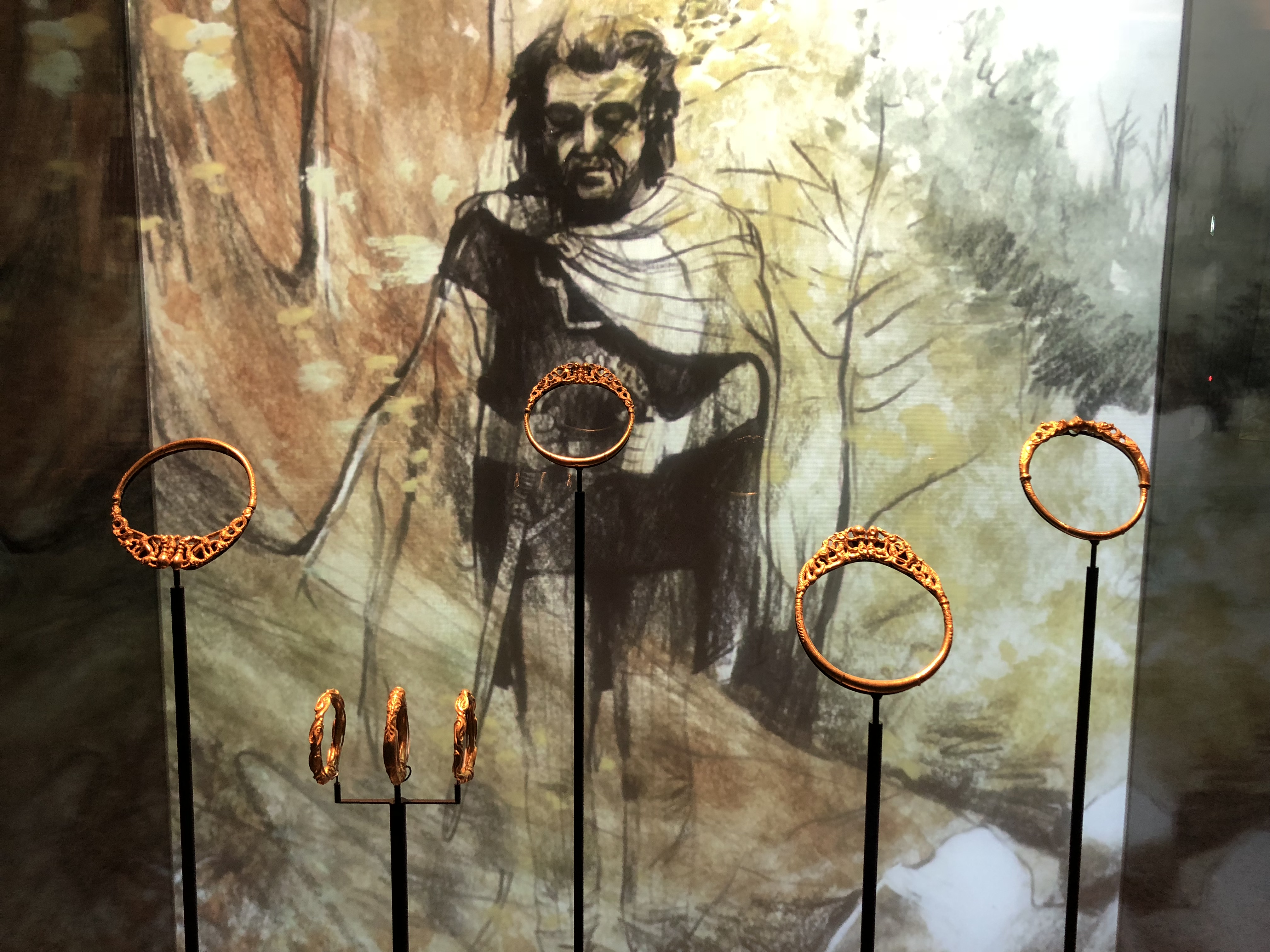
Exposition des anneaux.

Les anneaux font partie de l'exposition permanente Archéologie Suisse au Musée national de Zurich, juste à côté de la coupe en or d'Alstetten. Les figures des anneaux - serpents, oiseaux, plantes et créatures mythiques - sont extraites de l'anneau par des dessins animés et montrées individuellement en mouvement. Le musée d'histoire Uri à Altdorf montre des copies des anneaux. 